# قائمة سفراء ماليزيا لدى الكويت
سفير ماليزيا لدى دولة الكويت هو رئيس البعثة الدبلوماسية الماليزية لدى الكويت. يتمتع هذا المنصب برتبة وصفة سفير فوق العادة ومفوض ، ومقره سفارة ماليزيا في مدينة الكويت .

## قائمة رؤساء البعثات

### السفراء لدى الكويت[1]
| السفير                | تاريخ الوصول   | تاريخ المغادرة |
| --------------------- | -------------- | -------------- |
| جمال الدين أبو بكر    | 8 سبتمبر 1974  | 1 يونيو 1978   |
| إسماعيل أمبيا         | 31 يوليو 1978  | 27 يوليو 1981  |
| الخطيب عبد الحميد     | 13 أغسطس 1981  | 4 أبريل 1985   |
| زين العابدين          | 3 سبتمبر 1985  | 27 يوليو 1989  |
| وان حسين مصطفى        | 6 سبتمبر 1989  | 2 ديسمبر 1992  |
| ذو الكفل عبد الرحمن   | 5 يناير 1993   | 30 يونيو 1997  |
| إسماعيل مصطفى         | 8 سبتمبر 1997  | 10 فبراير 2003 |
| حسني زاي يعقوب        | 21 مارس 2003   | 14 أكتوبر 2005 |
| أشعري ساني            | 2 يناير 2006   | 17 أبريل 2011  |
| عدنان عثمان           | 21 أغسطس 2011  | 14 فبراير 2015 |
| أحمد روزيان عبد الغني | 19 أبريل 2015  | 27 مارس 2018   |
| محمد علي سلامات       | 15 أغسطس 2018  | 31 يناير 2023  |
| علاء الدين محمد نور   | 22 فبراير 2023 | حتي الآن       |